# Strafprozessordnung (Deutschland)
Die deutsche Strafprozessordnung (StPO) ist der umfassende Gesetzestext, der die Vorschriften für die Durchführung des Strafverfahrens im weiteren Sinne beinhaltet.

## Historische Entwicklung der Strafprozessordnung

### Allgemeine historische Entwicklung
Die Kodifikationen der Reichsstrafprozessordnung und des Gerichtsverfassungsgesetzes, die zusammen mit der Konkursordnung (heute Insolvenzordnung) und der Zivilprozessordnung am 1. Oktober 1879 als sogenannte Reichsjustizgesetze in Kraft getreten sind, bildeten den Abschluss in der Überwindung des gemeinrechtlichen Inquisitionsprozesses hin zum modernen Strafprozess. Seit ihrem Inkrafttreten wurde die Strafprozessordnung vielfach, auch strukturell geändert. Die zunächst zurückhaltende Änderungspraxis entwickelte sich mit der Zeit, vor allem seit Gründung der Bundesrepublik Deutschland zu einer expansiven „Novellierungsgesetzgebung“.

### Historische Strafprozessordnung der DDR
In der Deutschen Demokratischen Republik galt nach Gründung 1949 zunächst auch die Strafprozessordnung von 1877 in Teilen weiter. 1952 wurde dann eine eigene Strafprozessordnung erlassen. 1957 wurden das Strafrechtsergänzungsgesetz und das Strafregistergesetz erlassen. 1962 folgte eine weitere Ergänzung des Strafgesetzbuches (Militärstrafgesetz). 1968 wurde ein eigenes Strafgesetzbuch (StGB) erlassen und die Strafprozessordnung (StPO) sowie das Strafregistergesetz neu gefasst. Seit der deutschen Wiedervereinigung 1990 gilt auch im Beitrittsgebiet die Strafprozessordnung der Bundesrepublik Deutschland.

## Systematische Einordnung
Die StPO ist Teil des formellen Strafrechts, während das materielle Strafrecht vor allem im Strafgesetzbuch geregelt ist, und trat in der ersten Fassung am 1. Oktober 1879 als Teil der Reichsjustizgesetze in Kraft. Die Strafprozessordnung kommt nur bei repressiven Maßnahmen (Strafverfolgung) zur Anwendung. Bei präventiven Maßnahmen der Polizei gelten die jeweiligen Landesgesetze (Polizeirecht, Ordnungsrecht, Gefahrenabwehr).

## Inhalt und Aufbau
Die StPO umfasst insgesamt acht Bücher. Das erste bis sechste Buch betreffen das Erkenntnisverfahren, das siebte die Strafvollstreckung und die Kosten des Verfahrens, das achte den Schutz und die Verwendung von Daten.
Die Strafprozessordnung ist wie viele deutsche Gesetze (allerdings nicht explizit) mit einem allgemeinen Teil und einem besonderen, nach dem Verlauf des Verfahrens geordneten Teil gestaltet. Besondere Vorschriften umfassen auch das Opfer einer Straftat („Verletzter“), besondere Verfahrensarten (Strafbefehl, Sicherungsverfahren, beschleunigtes Verfahren etc.) und die Strafvollstreckung sowie das staatsanwaltschaftliche Verfahrensregister.
Die Strafprozessordnung bindet die öffentliche Gewalt bei den Ermittlungen zu Straftaten. Die Strafprozessordnung ist ein Bundesgesetz. Daneben ist zum Inkrafttreten das Einführungsgesetz zur Strafprozessordnung (EGStPO) erlassen worden.

## Ergänzende Gesetze
Flankiert wird die Strafprozessordnung durch Vorschriften im Gerichtsverfassungsgesetz, im Jugendgerichtsgesetz (für das Jugendstrafrecht), das Gesetz über die internationale Rechtshilfe in Strafsachen, das Gesetz über Ordnungswidrigkeiten, die Abgabenordnung sowie für bestimmte Verfahrenshandlungen auch die Zivilprozessordnung. Besonders hervorzuheben sind auch die anzuwendenden Verwaltungsvorschriften, namentlich die Richtlinien für das Straf- und Bußgeldverfahren (RiStBV).
Für die Strafvollstreckung treten die Strafvollstreckungsordnung und das Strafvollzugsgesetz hinzu.

### Lehrbücher
- Werner Beulke: Strafprozessrecht. 13. Auflage. C. F. Müller, Heidelberg 2016, ISBN 978-3-8114-9415-2.
- Urs Kindhäuser: Strafprozessrecht. 3. Auflage. Nomos, Baden-Baden 2013, ISBN 978-3-8329-7779-5.
- Diethelm Klesczewski: Strafprozessrecht. 2. Auflage. Vahlen, München 2013, ISBN 978-3-8006-4606-7.
- Holm Putzke, Jörg Scheinfeld: Strafprozessrecht. 6. Auflage. C. H. Beck, München 2015, ISBN 978-3-406-67573-7.
- Claus Roxin, Bernd Schünemann: Strafverfahrensrecht. 28. Auflage. C. H. Beck, München 2014, ISBN 978-3-406-66100-6.
- Friedrich-Christian Schroeder, Torsten Verrel: Strafprozessrecht. 6. Auflage. C. H. Beck, München 2014, ISBN 978-3-406-66841-8.
- Klaus Volk, Armin Engländer: Grundkurs StPO. 8. Auflage. C. H. Beck, München 2013, ISBN 978-3-406-65223-3.

### Kommentare

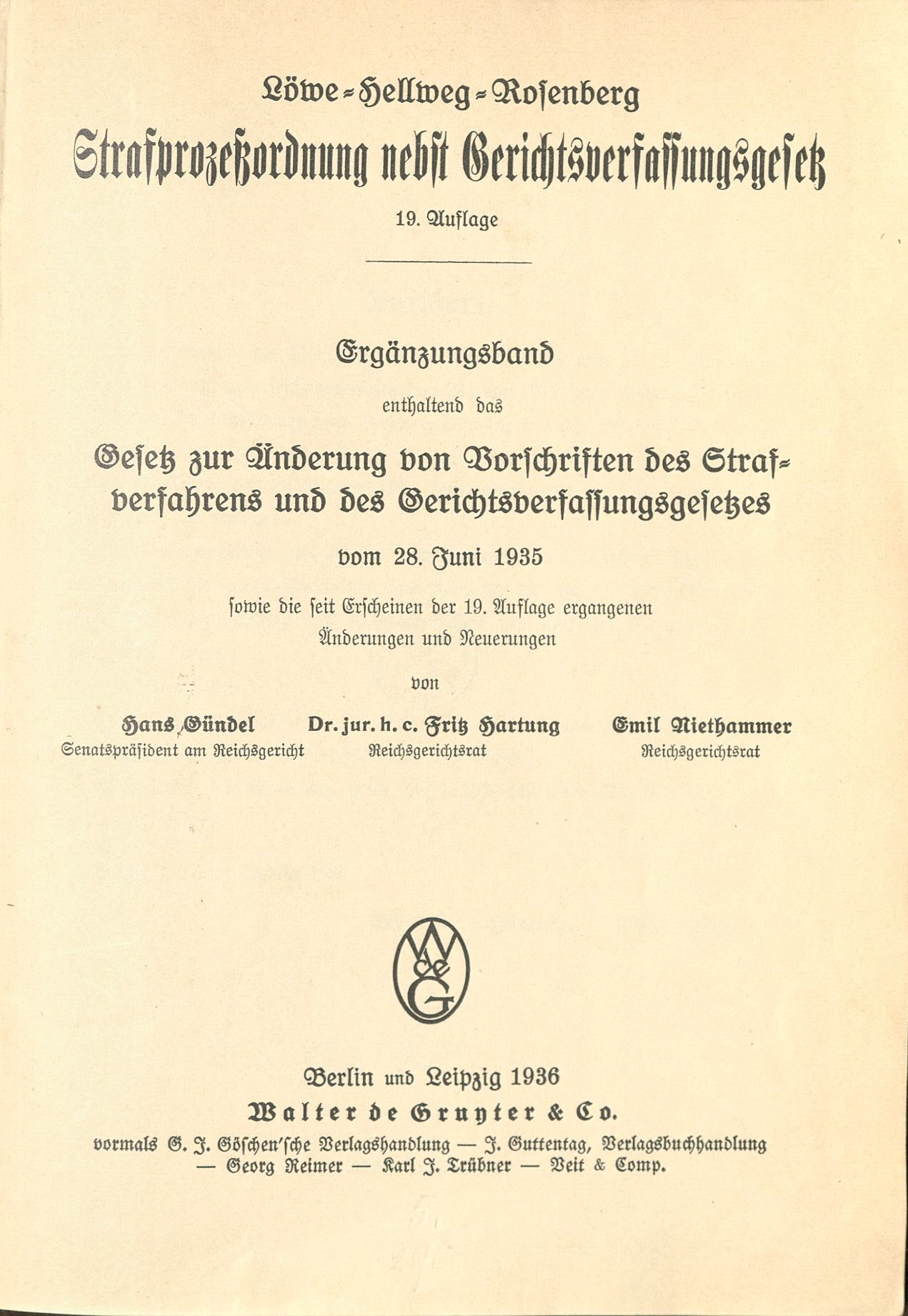
Ergänzungsband zum Kommentar zur Strafprozessordnung (1936)

- Jürgen-Peter Graf: Strafprozessordnung, Bearbeiter Lars Bachler, Wolfgang Bär, Johannes Berg, Stephan Beukelmann, Alexandra Bücherl, Gabriele Cirener, Christoph Coen, Daniela Conrad-Graf, Kai Cornelius, Alexander el Duwaik, Ralf Eschelbach, Sabine Ferber, Alexander Ganter, Sönke Florian Gerhold, Matthias Goers, Claudia Gorf, Jürgen Peter Graf, Mario von Häfen, Sigrid Hegmann, Matthias Huber, Dieter Inhofer, Matthias Krauß, Lucian Krawczyk, Hanns Larcher, Christian Monka, Lars Niesler, Jens Peglau, Christian Ritscher, Kai Sackreuther, Tobias Singelnstein, Dieter Temming, Brian Valerius, Angelika Walther, Bernhard Weiner, Jürgen Wessing, Stefan Wiedner und Petra Wittig, 3. Auflage, C. H. Beck, München 2018. ISBN 978-3-406-63992-0.
- Heidelberger Kommentar zur  Strafprozessordnung, Bearbeiter Heiko Ahlbrecht, Wolfgang Bär, Katharina Beckemper, Jürgen Brauer, Björn Gercke, Karl-Peter Julius, Helmut Pollähne, Karl-Heinz Posthoff, Tilman Reichling, Peter Reichenbach, Alexander Retemeyer, Anja Schiemann, Eike C. Schmidt, Dieter Temming, Bettina Weißer und Mark Zöller, 6. Auflage 2019, C.F. Müller, ISBN 978-3-8114-3974-0.
- Wolfgang Joecks: Strafprozessordnung: Studienkommentar, 4. Auflage, C. H. Beck, München 2015. ISBN 978-3-406-67792-2.
- Karlsruher Kommentar zur Strafprozessordnung, Verlag C. H. Beck, 8. Auflage 2019, ISBN 9783406695117.
- Ewald Löwe, Werner Rosenberg (Begr.): Löwe-Rosenberg: Die Strafprozessordnung und das Gerichtsverfassungsgesetz, 27. Auflage, De Gruyter, Berlin 2016. Mehrbändig.
- Lutz Meyer-Goßner / Bertram Schmitt: Strafprozessordnung mit GVG und Nebengesetzen, 63. Auflage 2020. C. H. BECK. ISBN 978-3-406-73584-4.
- Gerd Pfeiffer: Strafprozessordnung, 5. Auflage, C. H. Beck, München 2005, ISBN 3-406-52869-4.
- Henning Radtke, Olaf Hohmann: Strafprozessordnung, Vahlen, München 2011. ISBN 978-3-8006-3602-0.
- Systematischer Kommentar zur Strafprozessordnung, Jürgen Wolter (Hrsg.), 5. Auflage, Heymanns Verlag, Köln 2015. Mehrbändig.

### Sonstiges
- Gabriele Zwiehoff: Änderungsgesetze und Neubekanntmachungen der Strafprozessordnung und strafverfahrensrechtlicher Bestimmungen des Gerichtsverfassungsgesetzes, MV Verlag, Münster. ISBN 978-3-86991-440-4.

 Band I: 1877–1949 Direkter Link auf die Onlineveröffentlichung (PDF; 2,4 MB)
 Band II: 1950–1965 Direkter Link auf die Onlineveröffentlichung (PDF; 2,5 MB)
 Band III: 1966–1975 Direkter Link auf die Onlineveröffentlichung (PDF; 2,1 MB)
Band IV: 1976–1990 Direkter Link auf die Onlineveröffentlichung (PDF; 1,8 MB)
Band V: 1991–2012 Direkter Link auf die Onlineveröffentlichung (PDF; 1,9 MB)